# EVO 3
EVO 3 — субкомпактный кроссовер, выпускаемый итальянской компанией DR с 2023 года. Новый EVO3 — брат-близнец модели JAC JS2. От китайского кроссовера он отличается дизайном радиаторной решетки и меньшим количеством хромированных деталей. Салон EVO3 отделан искусственной кожей с контрастной красной прострочкой. Объём багажника составляет 450 л.
Кроссовер получил 9,0-дюймовый тачскрин, а ещё оснащение включает 17-дюймовые диски, климат-контроль, круиз-контроль, навигацию, парктроник и камеру заднего вида. Новый кроссовер EVO3 оснащен 1,5-литровым бензиновым двигателем мощностью 113 л.с, а в качестве опции ему предлагают заводское ГБО. На выбор доступны 5-ступенчатая механическая КПП или вариатор.